# 德雷默爾峰

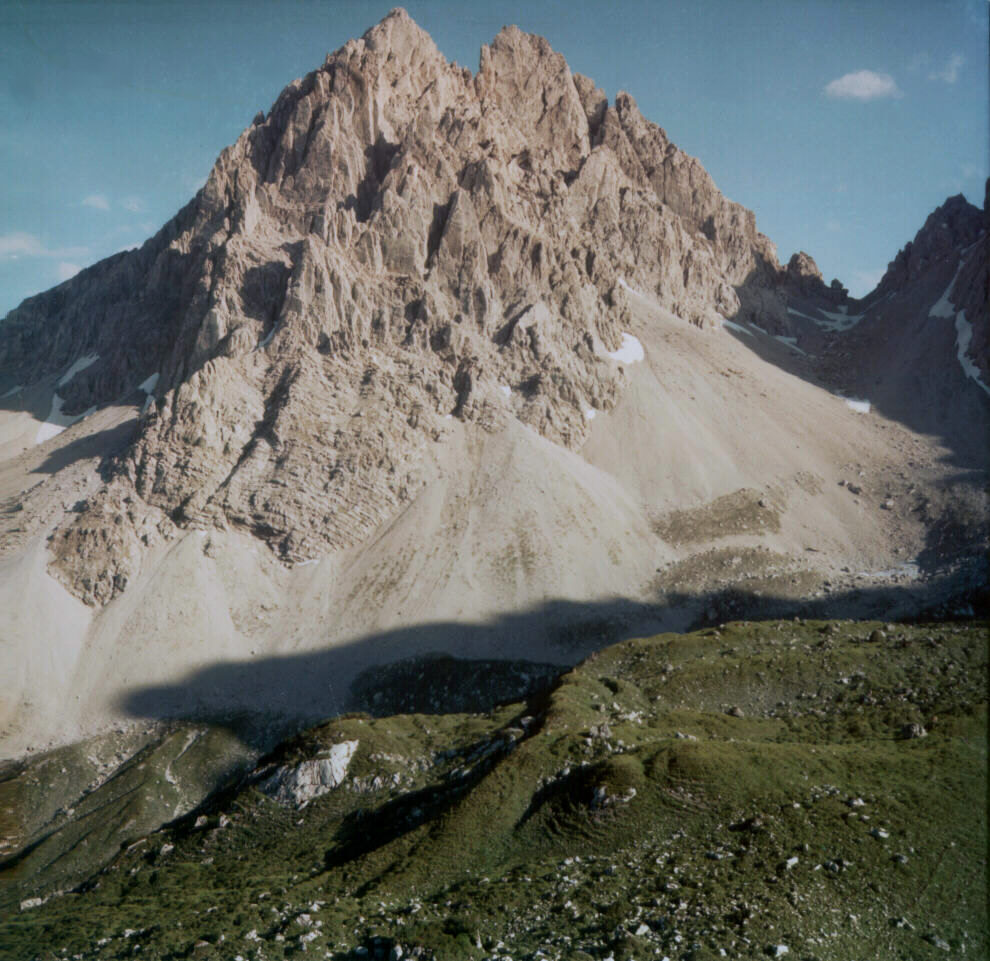

47°14′0″N 10°36′0″E / 47.23333°N 10.60000°E
德雷默爾峰（德語：Dremelspitze），是奧地利的山峰，位於該國西部，由蒂羅爾州負責管轄，屬於萊希塔爾阿爾卑斯山脈的一部分，海拔高度2,733米，人類在1864年首次登頂。